# Aiguillon (Lot y Garona)
 Aiguillon  (en español áurico, Eguillón) es una población y comuna francesa, en la región de Nueva Aquitania, departamento de Lot y Garona, en el distrito de Agen y cantón de Port-Sainte-Marie.

## Demografía
| 2778 | 3135 | 3409 | 3754 | 3867 | 4121 | 4169 | 4219 |
| Para los censos de 1962 a 1999 la población legal corresponde a la población sin duplicidades (Fuente: INSEE [Consultar]) |      |      |      |      |      |      |      |